# Ingeborg-Bachmann-Preis 1993
Der Ingeborg-Bachmann-Preis 1993 war der 17. Wettbewerb um den Literaturpreis. Die Veranstaltung fand vom 22. bis 27. Juni 1993 im Klagenfurter ORF-Theater des Landesstudios Kärnten statt.

## Autoren
- Matthias Altenburg
- Dirk Brauns
- Jan Peter Bremer
- Kurt Drawert
- Susanne Geiger
- Sabine Gruber
- Christina Günther
- Rudolf Habringer
- Hanna Johansen
- Reinhard Kaiser
- Sandra Kellein
- Michael Kleeberg
- Bettina Klix
- Gabriele Kögl
- Helmut Krausser
- Ludwig Laher
- Thomas Lehr
- Dirk von Petersdorff
- Benjamin Stein
- Wilfried Steiner
- Hans-Ulrich Treichel
- Christina Viragh

## Juroren
- Klaus Amann
- Verena Auffermann
- Maxim Biller
- Iso Camartin
- Peter Demetz (Juryvorsitz)
- Konstanze Fliedl
- Werner Fuld
- Volker Hage
- Rudolf Walter Leonhardt
- Angela Praesent
- Wilfried F. Schoeller

## Preisträger
- Ingeborg-Bachmann-Preis (dotiert mit 200.000 ÖS): Kurt Drawert für Haus ohne Menschen. Ein Zustand
- Preis des Landes Kärnten (dotiert mit 100.000 ÖS): Hanna Johansen für Anderes Licht
- Ernst-Willner-Preis (75.000 ÖS): Sandra Kellein für Hochformat
- Bertelsmann-Stipendium (dotiert mit 6.000 DM): Jan Peter Bremer für Der kurze Weg
- 3sat-Stipendium (dotiert mit 6.000 DM): Dirk Brauns für Paradebeispiel